# طرح مجمع بین‌المللی

لوگوی رسمی

طرح مجمع بین‌المللی آی‌اف (به انگلیسی: iF International Forum Design) شرکت با مسئولیت محدود (آی‌اف) یک سازمان مستقر در هانوفر، آلمان است که خدمات مرتبط با طراحی را ارائه می‌دهد.

## بنیان
طرح مجمع بین‌المللی در سال ۲۰۰۱ میلادی به عنوان بازوی تجاری عملیاتی شرکت ترویج طراحی آی‌اف طرح مجمع صنعت هانوفر ای.فاو. راه‌اندازی شد. (تأسیس در سال ۱۹۵۳ میلادی). طرح مجمع بین‌المللی و طرح مجمع صنعت در سطح بین‌المللی برای اعطای سالانهٔ جوایز طراحی محصول آی‌اف شناخته شده‌ است.

## بررسی اجمالی
طرح مجمع صنعت هانوفر در سال ۱۹۵۳ میلادی به عنوان «دی گوته ایندوستری‌فُرم» («شکل صنعتی خوب») توسط دویچه مسه آگِ (شرکت نمایشگاه آلمان) (که در آن زمان با نام دویچه مسه - و - آوس‌اشتلونگس - آگِ شناخته می‌شد) تأسیس شد. گروه کاری طراحی صنعتی در فدراسیون صنایع آلمان (بی‌دی‌ای)؛ و سایر شرکت‌های طراحی این مرکز در مرکز نمایشگاهی هانوفر قرار دارد و برای ترویج کالاهای صنعتی از طریق سازماندهی و ترویج نمایشگاه‌ها تأسیس شد. این شرکت اولین نمایشگاه خود را در سال ۱۹۵۳ میلادی برگزار کرد و از سال ۱۹۵۴ میلادی هر ساله جوایز طراحی آی‌اف را اعطاء می‌کند. در سال ۲۰۰۱ میلادی، رالف ویگمان، مدیر عامل، طرح مجمع بین‌المللی را برای نظارت بر عملیات تجاری آی‌اف راه‌اندازی کرد.